# Johann av Glücksburg
Johann "Hans" av Glücksburg, född 1825, död 1911 var en dansk prins. Han var son till Wilhelm av Beck-Glücksburg och Louise Karolina av Hessen-Kassel. Han var yngre bror till Kristian IX av Danmark.
Hans uppfostrades i Tyskland, blev 1842 preussisk officer och kämpade 1848-49 i slesvig-holsteinarnas led, men följde 1853 sin äldre bror prins Kristian till Danmark där han 1864 blev överstelöjtnant, 1867 general och 1894 ordenskansler. Hans var starkt historiskt intresserad och har bland annat på grundval av egna dagböcker, författat en värdefull framställning av huset Glücksburgs politik på 1860-talet.
Prins Hans var ogift.